# Joe & Mac 2: Lost in the Tropics
Joe & Mac 2: Lost in the Tropics, i Japan känt som Tatakae Genshijin 3: Shuyaku wa yappari Joe & Mac (ジョー アンド マック 戦え原始人3 主役はやっぱりJOE & MAC?), och i Europa som Joe & Mac 3: Lost in the Tropics är ett SNES-spel, och uppföljaren till Joe & Mac.

## Handling
Grottmänniskan Gork har stulit en krona som tillhör hövdingen i byn Kali. Joe & Mac skall försöka återfinna dem.

### Fotnoter
1. 1 2 3  ”Story overview/additional release information”. MobyGames. http://www.mobygames.com/game/joe-mac-2-lost-in-the-tropics. Läst 28 april 2014.
2. ↑  ”Release information”. GameFAQs. Arkiverad från originalet den 5 februari 2010. https://web.archive.org/web/20100205124445/http://www.gamefaqs.com/console/snes/data/588406.html. Läst 25 april 2014.
3. ↑  ”Joe & Mac 2: Lost in the Tropics” (på svenska). Super Power (Solna) (8 1994). augusti-september 1994. Läst 25 april 2014.
4. ↑  ”Japanese-English title translation”. SuperFamicom.org. http://superfamicom.org/info/tatakae-genshijin-3-shuyaku-ha-yappari-joe-and-mac. Läst 25 april 2014.
5. ↑  ”Advanced story overview”. Hard Core Gaming 101. Arkiverad från originalet den 2 juni 2014. https://web.archive.org/web/20140602090038/http://www.hardcoregaming101.net/joeandmac/joeandmac2.htm. Läst 28 april 2014.